# Marian Klimczak
Marian Andrzej Klimczak (ur. 1 listopada 1933 w Tubądzinie, zm. 9 listopada 1991 w Warszawie) – polski ekonomista, doktor habilitowany nauk ekonomicznych, nauczyciel akademicki, profesor nadzwyczajny Akademii Wychowania Fizycznego w Warszawie, członek zasłużony Towarzystwa Przyjaciół Zduńskiej Woli.

## Życiorys
Absolwent Państwowego Gimnazjum i Liceum im. Kazimierza Wielkiego w Zduńskiej Woli (1951). Studia ekonomiczne podjął w Szkole Głównej Planowania i Statystyki w Warszawie, kontynuował je jednak w Wyższej Szkole Ekonomicznej w Łodzi. Po ukończeniu studiów I stopnia w 1955 rozpoczął pracę w Zduńskiej Woli.
Pracując zawodowo, rozpoczął eksternistyczne studia magisterskie, ukończone w 1961 obroną pracy magisterskiej pt. Monografia miasta Zduńskiej-Woli. Opisał w niej historię Zduńskiej Woli jeszcze przed przyznaniem jej praw miejskich oraz na etapie kształtowanie się współczesnego miasta.
Od 1964 pracował na Uniwersytecie Łódzkim w Katedrze Ekonomii Politycznej. W 1969 obronił dysertację doktorską z zakresu ekonomiki kształcenia przygotowaną pod kierunkiem naukowym prof. dr. hab. Janusza Górskiego. Od 1970 zatrudniony w Międzyuczelnianym Zakładzie Badań nad Szkolnictwem Wyższym, a następnie w Instytucie Polityki Naukowej i Szkolnictwa Wyższego.
W 1982 na Uniwersytecie Łódzkim uzyskał stopień naukowy doktora habilitowanego nauk ekonomicznych w zakresie ekonomiki kształcenia. Członek Rady Naukowej Instytutu Polityki Społecznej Akademii Ekonomicznej w Poznaniu (1978-1983) oraz Rady Naukowej Instytutu Polityki Naukowej, Postępu Technicznego i Szkolnictwa Wyższego w Warszawie (1981-1987).
W 1987 powołany do prac w Instytucie Nauk Ekonomicznych Polskiej Akademii Nauk. Od 1989 na stałe zatrudniony w Akademii Wychowania Fizycznego w Warszawie na stanowisku docenta, w 1990 uzyskał nominację na profesora nadzwyczajnego.
Był aktywnym członkiem Sekcji Warszawskiej Towarzystwa Przyjaciół Zduńskiej Woli. W latach 1983–1988 zasiadał w jej Zarządzie, stał też na czele zespołu ds. historii miasta. Odznaczony Złotym Krzyżem Zasługi (1990). Pochowany na cmentarzu Bródnowskim (kwatera 21G-1-21).

## Wybrane publikacje
- Górski J., Klimczak M., Rola kwalifikacji i kształcenia w procesach wzrostu ekonomicznego w historii ekonomii politycznej, [w:] J. Kluczyński (red.), Ekonomika kształcenia, Warszawa 1970.
- Klimczak M., Problemy metodologii i zakresu badań ekonomiki kształcenia, Warszawa 1972.
- Dymecka J., Klimczak M., Wpływ postępu techniki na model kwalifikacji załogi przedsiębiorstwa, Warszawa 1975.
- Klimczak M., Kwalifikacje i technika w ekonomice kształcenia: metody określania ich wpływu na wyniki działalności gospodarczej, Warszawa, Poznań 1982.
- Klimczak M., Udział czynnika ludzkiego w rozwoju polskiej gospodarki, [w:] B. Prandecka (red.), Dyskusja nad diagnozą rozwoju gospodarczego Polski, Warszawa 1983.
- Klimczak M., Zasady i źródła finansowania działalności naukowo-dydaktycznej i wychowawczej szkoły wyższej, Warszawa, Łódź 1985.
- Klimczak M., Michałek B., Nakłady na szkolnictwo wyższe i koszty kształcenia studenta w Polsce w latach 1979–1981, Warszawa, Łódź 1985.
- Klimczak M., Wątki etyczne we współczesnej anglosaskiej myśli ekonomicznej (na podstawie poglądów К. Bouldinga), „Acta Universitatis Lodziensis. Folia Oeconomica” (nr 49), 1985, s. 59–66.
- Klimczak M., Rola kwalifikacji i techniki w procesach rozwojowych w świetle badań i prac teoretycznych, Warszawa, Łódź 1987.
- Klimczak M., „Ekonomia grantów” K. E. Bouldinga: ogólny zarys koncepcji, „Acta Universitatis Lodziensis. Folia Oeconomica” (nr 107), 1990, s. 91–100.
- Klimczak M. (red.), Koszty kształcenia w akademiach wychowania fizycznego, Warszawa 1991